# Filipo III de Macedonia
Filipo III Arrideo (en griego antiguo: Φίλιππος Γ΄ ὁ Ἀρριδαῖος) (c. 359 a. C.-25 de diciembre de 317 a. C.) fue rey de Macedonia (13 de junio de 323 a. C. - 25 de diciembre de 317 a. C.).

## Biografía
Se trataba de una persona con discapacidad intelectual. Además, era hijo ilegítimo del rey Filipo II de Macedonia y de Filina, una bailarina de Tesalia. Tras la muerte de su medio hermano Alejandro Magno, este ascendió al trono del imperio Macedonio siendo aceptado por el pueblo.
En el año 323 a. C. murió Alejandro Magno y los soldados de infantería proclamaron rey a Filipo Arrideo, mientras que la caballería era partidaria del hijo póstumo de Alejandro y su primera esposa Roxana, que tomaría el nombre de Alejandro IV. Finalmente, el ejército proclamó reyes a ambos.
Filipo Arrideo no llegó a reinar en el verdadero sentido de la palabra sino que fue un instrumento político en manos de los generales de Alejandro, como Pérdicas y Antípatro. Pérdicas hizo que Arrideo se casara con una pariente suya llamada Eurídice II de Macedonia. Los conflictos por el poder y las intrigas se sucedieron. En el otoño del año 317 a. C. Filipo III Arrideo y su esposa Eurídice II de Macedonia fueron mandados asesinar por Olimpia de Epiro, madre de Alejandro Magno.

## Titulatura faraónica
- Nombre de Horus: Horus Jutauy, Horus Kanajt Merymaat
- Nombre de Nebty: Setepenkaenra Meryamon

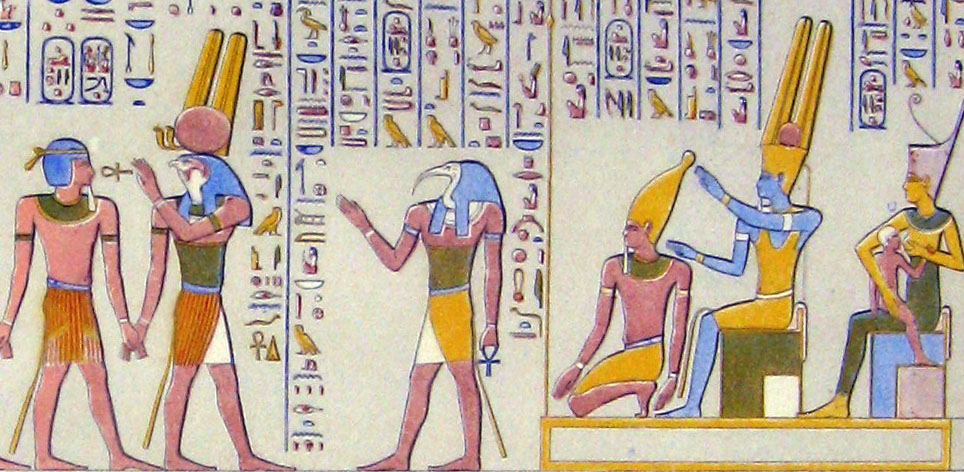
Ilustración del relieve de Filipus Setepenkaenra Meryamon en el Templo de Amón-Ra en Karnak.

- Nombre de Hor-Nub: Meryrejit

| Titulatura | Jeroglífico | Transliteración (transcripción) - traducción - (referencias) |

| G5 |

| G5 |

| E2 · D40 | C10 | U6 |

| E2 · D40 | C10 | U6 |

| E2 · D40 | C10 | U6 |

| E2 · D40 | C10 | U6 |

| G5 |

| G5 |

| E2 · D40 | C10 | U6 |

| E2 · D40 | C10 | U6 |

| E2 · D40 | C10 | U6 |

| E2 · D40 | C10 | U6 |

| C1 | C12 | D28 | U6 | U21 · N35 |

| C1 | C12 | D28 | U6 | U21 · N35 |

| C1 | C12 | D28 | U6 | U21 · N35 |

| C1 | C12 | D28 | U6 | U21 · N35 |

| C1 | C12 | D28 | U6 | U21 · N35 |

| C1 | C12 | D28 | U6 | U21 · N35 |

| C1 | C12 | D28 | U6 | U21 · N35 |

| C1 | C12 | D28 | U6 | U21 · N35 |

| C1 | C12 | D28 | U6 | U21 · N35 |

| C1 | C12 | D28 | U6 | U21 · N35 |

| C1 | C12 | D28 | U6 | U21 · N35 |

| C1 | C12 | D28 | U6 | U21 · N35 |

| C1 | C12 | D28 | U6 | U21 · N35 |

| C1 | C12 | D28 | U6 | U21 · N35 |

| C1 | C12 | D28 | U6 | U21 · N35 |

| C1 | C12 | D28 | U6 | U21 · N35 |

| Q3 · E23 | M17 | M17 | Q3 · Z7 | Aa18 |

| Q3 · E23 | M17 | M17 | Q3 · Z7 | Aa18 |

| Q3 · E23 | M17 | M17 | Q3 · Z7 | Aa18 |

| Q3 · E23 | M17 | M17 | Q3 · Z7 | Aa18 |

| Q3 · E23 | M17 | M17 | Q3 · Z7 | Aa18 |

| Q3 · E23 | M17 | M17 | Q3 · Z7 | Aa18 |

| Q3 · E23 | M17 | M17 | Q3 · Z7 | Aa18 |

| Q3 · E23 | M17 | M17 | Q3 · Z7 | Aa18 |

| Q3 · E23 | M17 | M17 | Q3 · Z7 | Aa18 |

| Q3 · E23 | M17 | M17 | Q3 · Z7 | Aa18 |

| Q3 · E23 | M17 | M17 | Q3 · Z7 | Aa18 |

| Q3 · E23 | M17 | M17 | Q3 · Z7 | Aa18 |

| Q3 · E23 | M17 | M17 | Q3 · Z7 | Aa18 |

| Q3 · E23 | M17 | M17 | Q3 · Z7 | Aa18 |

| Q3 · E23 | M17 | M17 | Q3 · Z7 | Aa18 |

| Q3 · E23 | M17 | M17 | Q3 · Z7 | Aa18 |

## Eponimia
- El cráter lunar Ariadaeus recibe esta denominación de la latinización del nombre original griego de Filipo III. Junto al cráter, la fosa denominada rima Ariadaeus comparte el mismo nombre.